# Tercera República de Corea del Sur
La Tercera República de Corea del Sur (en hangul, 제3공화국; en hanja, 第三共和國; romanización revisada, Jesam Gonghwaguk; McCune-Reischauer, Chesam Konghwaguk) fue el gobierno semi-democrático de Corea del Sur desde 1963 hasta 1972. El gobierno fue presentado como un retorno a la democracia después de un período de gobierno militar por parte del Consejo Supremo para la Reconstrucción Nacional, el cual derrocó a la Segunda República de Corea del Sur en 1961. Sin embargo, a través de este período la presidencia fue tomada por Park Chung-hee, quien fue un miembro influyente en la junta militar. Él abandonó su posición en el ejército para participar en las elecciones de 1963 como civil.
Park participó de nuevo en las elecciones de 1967, logrando el 51.4% de los votos. En ese entonces al presidente solo le era permitido gobernar durante dos períodos, sin embargo, mediante una reforma constitucional presentada ante la Asamblea Nacional en 1971, se le permitió participar por la candidatura para un tercer período. Fue reelecto en la elección de 1971, teniendo como principal opositor en la contienda a Kim Dae-jung, quien perdió por un estrecho margen.
Ante la pérdida de mayoría absoluta de su partido en las elecciones legislativas de 1971, Park se vio en la imposibilidad de aspirar a un cuarto mandato. El 17 de octubre de 1972, decretó la Ley Marcial, estableciendo la Cuarta República de Corea del Sur

## Economía
La economía creció rápidamente durante este período. El régimen de Park utilizó la ayuda económica de Japón y de Estados Unidos para proporcionar préstamos a negocios de exportación de interés negativo. También apoyó la construcción de la siderúrgica más grande de Corea del Sur: POSCO, la cual entró en funcionamiento a principios de la cuarta República.
El 6 de diciembre de 1971, Park declaró un estado de emergencia nacional. El 4 de julio del siguiente año anunció planes para la reunificación mediante comunicación conjunta con Corea del Norte. Park declaró ley marcial el 17 de octubre de 1972, disolviendo a la Asamblea Nacional. Además anunció planes para abolir las elecciones presidenciales.

## Educación
En este período se introdujeron muchas reformas y cambios al sistema educativo. En 1968, los exámenes de admisión de las escuelas medias fueron eliminados, colocando a todas las escuelas medias en términos equitativos.
También en 1968, una Carta de Educación Nacional fue adoptada. Este documento reflejó el deseo del gobierno de enfatizar el sentimiento nacionalista y el anticomunismo en la educación. La carta destacó cuatro objetivos: la revitalización nacional, la creación de individuos independientes, la promulgación de una nueva imagen de cooperación de la nación y el apoyo de la actividad anticomunista.
El gobierno buscó reducir el activismo político de parte de los estudiantes universitarios al incrementar la competencia académica. El gobierno permitió a las universidades y colegios reclutar más del 130% de su cuota de graduandos, así que esos estudiantes serían forzados a competir entre ellos con el fin de graduarse. Sin embargo, el activismo estudiantil continuó a un nivel reducido a pesar de la implementación de dichas medidas.

## Relaciones internacionales
La Tercera República vio a Corea del Sur tomar un papel más importante en las relaciones internacionales. Las relaciones con Japón se normalizaron en un acuerdo ratificado el 14 de agosto de 1965. El gobierno continuó estableciendo lazos estrechos con los Estados Unidos y continuó recibiendo grandes cantidades de ayuda del mismo. Un estado de acuerdo de fuerzas fue emitido en 1965 para aclarar la situación legal de las fuerzas estadounidenses estacionadas ahí. Poco tiempo después, Corea del Sur se unió a la Guerra de Vietnam, enviando un total de 300,000 soldados para luchar junto con los Estados Unidos.